# Erdgaskraftwerk Emsland
Das Erdgaskraftwerk Emsland ist ein Kraftwerkskomplex der RWE Generation (ehemals VEW) am Standort Lingen (Ems). Die Anlage besteht aus mehreren Blöcken, die mit verschiedenen Technologien aus Erdgas Strom erzeugen, vornehmlich für den Mittel- und Spitzenlast-Bereich. Weiterhin lieferte die Anlage Ferndampf insbesondere für die ehem. Firma Dralon (vormals Faserwerke Lingen, Betrieb 2022 eingestellt).
Die Anlage liegt in unmittelbarer Nachbarschaft zwischen dem den stillgelegten Kernkraftwerken Lingen und Emsland, ist aber anlagentechnisch nicht mit diesen verbunden. 2016 stiegen die Betriebszeiten des Kraftwerkes verglichen mit den Vorjahren deutlich an. Ursache hierfür sind neben ausgeführten technischen Verbesserungen insbesondere die gefallenen Erdgaspreise.

## Blöcke
| Block | Brenn- stoff | Brutto- leistung | Netto- leistung | Prozesswärme- leistung | Netto- wirkungsgrad | Inbetrieb- nahme | Abschal- tung |
| ----- | ------------ | ---------------- | --------------- | ---------------------- | ------------------- | ---------------- | ------------- |
| A     | Erdgas       | 50 MW            |                 |                        |                     | 1972             | 1985          |
| B     | Erdgas       | 488 MW           | 475 MW          | 37 MW                  | 46 %                | 1974             |               |
| C     | Erdgas       | 488 MW           | 475 MW          | 37 MW                  | 46 %                | 1975             |               |
| D     | Erdgas       | 902 MW           | 887 MW          | 50 MW                  | 59,2 %              | 2010             |               |

Quelle: Bundesnetzagentur

### Block A: Gasturbinenkraftwerk
Block A ist stillgelegt. Es handelte sich um ein Gasturbinenkraftwerk, ehemals mit einer Gasturbine Siemens V93.0 mit 50 MWel Leistung.

### Block B und C: Erdgas-Kombiblöcke
Die Erdgas-Kombiblöcke B und C bildeten das eigentliche Erdgaskraftwerk Lingen und lieferten jeweils eine Bruttoleistung von 427 MW (Nettoleistung 410 MW) zur Abdeckung von Mittel- und Spitzenlast. Darüber hinaus konnte aus beiden Blöcken eine Leistung von 74 MWth in Form von Prozessdampf ausgekoppelt werden. Eine Besonderheit ist dabei der Kombinationsprozess, bei dem eine Gasturbine dem Dampferzeuger vorgeschaltet ist: Die etwa 430 °C heißen Abgase der Gasturbine mit einem Volumenanteil von circa 17 % Restsauerstoff strömen in einen nachgeschalteten erdgasgefeuerten Turmkessel (1-Druck mit ZÜ, Frischdampf 535 °C / 185 bar / 1150 t/h, Fabrikat Steinmüller). Jeder Kessel speist eine Dampfturbine (365 MWelFabrikat BBC). Die Wärme der von der Gasturbine dem Kessel zugeführten Verbrennungsluft wird zusätzlich noch als Nutzwärme im Dampferzeuger genutzt und ein Wirkungsgrad von 42 % erzielt. Diese Technik wurde von Klaus Knizia (Vorstandsvorsitzender der VEW  von 1975 bis 1992) forciert und von 1972 bis 1974 in den Erdgaskraftwerken Emsland und Gersteinwerk umgesetzt.
Zu den Blöcken gehört ein Naturzug-Nasskühlturm, der an den Dortmund-Ems-Kanal angebunden ist. Die Anlage wurde von der Kraftwerk Union als Generalunternehmer errichtet und ging 1974/1975 in Betrieb.
2011 wurden die bestehenden 55 MW Gasturbinen (Siemens V93.0) durch jeweils zwei neue Gasturbinen vom Typ Rolls-Royce Power Systems Trent 60 ersetzt, wodurch die Leistung auf jeweils 475 MW und der Wirkungsgrad auf 46 % erhöht werden konnte. Die Turbinen können bei einem Stromausfall auch durch Dieselaggregate gestartet werden. Damit gewährleisten sie Schwarzstartfähigkeit.

### Block D: GuD-Kombikraftwerk mit Erdgasspeicher
Am 7. September 2010 ging der neue Block D, ein Gas-und-Dampf-Kombikraftwerk mit einer Gesamtleistung von 887 MW, kommerziell in Betrieb. Der Block besteht aus zwei Gasturbinen (Fabrikat Alstom GT26, 288 MW), deren Abgase werden jeweils einem Abhitzedampferzeuger zugeführt. Der so erzeugte Dampf wird einer gemeinsamen Dampfturbine (326 MW) zugeführt; diese Schaltung ermöglicht einen Wirkungsgrad von 59,2 %. Auch aus diesem Block kann dank Kraft-Wärme-Kopplung stündlich bis zu 100 Tonnen Prozessdampf ausgekoppelt werden. Das heißt: Ein Teil des Dampfes wird von der Dampfturbine abgezweigt und einem Industriekunden zur Verfügung gestellt.
Zur Abfuhr der physikalisch bedingten Abwärme, die sich technisch nicht mehr nutzen lässt, wurde ein 123 m hoher Kühlturm errichtet. Ebenfalls zum Kraftwerk gehört ein Erdgas-Röhrenspeicher.
Auf Grund der starken Verwerfungen auf dem Energiemarkt musste zur wirtschaftlichen Optimierung die Schnellstartfähigkeit des Block D durch Anlagenumbau und einer Betriebsleittechnikanpassung verbessert werden. Nunmehr können die Gasturbinen innerhalb von nur 45 Minuten ihre volle Leistung von 540 MW zur Verfügung stellen und garantieren damit Versorgungs- und Netzsicherheit.

## Batteriespeicher
Auf dem Kraftwerksgelände befindet sich seit 2023 ein Batterie-Speicherkraftwerk. Der Speicher aus Lithium-Ionen-Akkumulatoren hat eine installierte Leistung von 45 MW und 49 MWh Speicherkapazität. Das Speichersystem stellt Regelleistung bereit und wird am Energiemarkt eingesetzt. Durch virtuelle Kopplung mit RWE-Laufwasserkraftwerken an der Mosel wird der Betrieb optimiert: Durch das Hoch- bzw. Herunterregeln der Durchflussmenge an diesen Anlagen kann RWE zusätzliche Leistung als Regelenergie bereitstellen und die Gesamtleistung der Batterien steigern. Die Systemtechnik zur Integration und optimalen Steuerung der Be- und Entladung der Batterien liefert SMA Solar Technology. Es kommen mehrere Batterie-Wechselrichter des Typs Sunny Central Storage UP 3450 zum Einsatz. Die Anlage wurde im Beisein von Niedersachsens Umwelt- und Energieminister Christian Meyer eingeweiht.

## Zukunft
Der Standort spielt für RWE sowohl für die Stromerzeugung als auch die Wasserstoffherstellung auch in Zukunft eine wichtige Rolle.

### Elektrolyse-Testanlagen
Auf dem Gelände des Gaskraftwerks betreibt RWE Generation eine Elektrolyse-Testanlage und erhielt dafür vom Land Niedersachsen finanzielle Fördermittel in Höhe von 8 Mio. Euro. In der Versuchsanlage werden zwei Elektrolyse-Technologien unter industriellen Bedingungen erprobt. Der 2010 gegründete Hersteller Sunfire aus Dresden installierte einen Druck-Alkali-Elektrolyseur mit einer Kapazität von zehn Megawatt. Parallel dazu errichtete der Industriegaskonzern Linde einen vier Megawatt Protonen-Austausch-Membran-Elektrolyseur. Der Versuchsbetrieb ist zunächst auf drei Jahre ausgelegt, mit der Option auf ein weiteres Jahr. Mithilfe von Grünstrom können pro Stunde bis zu 290 Kilogramm grüner Wasserstoff erzeugt werden. Unter Anwesenheit von Markus Krebber, Robert Habeck und Stephan Weil erfolgte am 12. August 2024 die offizielle Inbetriebnahme.
In einer kleineren Testanlage mit einer Leistung von 250 kW von Sunfire werden mittels Hochtemperaturelektrolyse in einer Festoxid-Elektrolyseurzelle täglich rund 170 kg Wasserstoff erzeugt. Das vom  Bundesministerium für Bildung und Forschung mit 11,63 Mio. Euro geförderte Projekt erprobt, wie Wasserstoff sicher und zuverlässig durch Pipelines transportiert und gespeichert werden kann.

### Initiative GET H2 Nukleus
Im Rahmen der geförderten Initiative GET H2 Nukleus plant RWE Generation die Errichtung von insgesamt 300 Megawatt Elektrolyseurleistung am Kraftwerksstandort. Das Vorhaben ist ein Important Project of Common European Interest. Im Januar 2023 hat RWE bei Linde zwei Protonen-Austauschmembran-Elektrolyseure mit je 100 Megawatt Leistung bestellt, die 2025 in Betrieb gehen sollen. Im August 2023 erhielt die Nukleus Green H2 GmbH & Co. KG, ein Tochterunternehmen von RWE, vom Gewerbeaufsichtsamt Oldenburg die Genehmigung nach Bundes-Immissionsschutzgesetz für den Bau und Betrieb der beiden Elektrolyseure mit einer Produktionskapazität an Wasserstoff von 35.000 Tonnen pro Jahr. Für den Bau des 300-MW-Elektrolyseurs hat RWE Förderzusagen in Höhe von mehr als 490 Mio. Euro erhalten.

### Wasserstoffturbine
Gemeinsam mit Kawasaki Heavy Industries plant RWE Generation in Lingen die Errichtung einer wasserstoffbetriebenen Gasturbine. Mit ihr soll die Rückverstromung von Wasserstoff erprobt werden, indem die Turbine Wasserstoff in industriellem Maßstab in Strom umwandelt. Die Anlage mit einer Leistung von 34 Megawatt könnte 2024[veraltet] in Betrieb gehen.

### Wasserstoff-Tankanlage und Abfüllstation
RWE und die Westfalen AG bauen eine Wasserstoff-Tankinfrastruktur am Kraftwerk. Das Vorhaben umfasst eine öffentliche Wasserstofftankstelle für Fahrzeuge mit Wasserstoffantrieb (Brennstoffzellenfahrzeuge) und eine nicht öffentlich zugängliche Abfüllstation für Tankwagen. Die Tankstelle am Haupttor des Kraftwerks kann pro Tag bis zu 500 kg Wasserstoff bereitstellen. Das Gesamtinvestitionsvolumen beträgt rund 18 Mio. Euro. Das Projekt wird durch die Nationale Organisation Wasserstoff- und Brennstoffzellentechnologie mit sechs Mio. Euro gefördert. Für den weiteren Aufbau des Wasserstoff-Tankstellennetzes haben RWE und Westfalen das Gemeinschaftsunternehmen two4H2 GmbH gegründet.

## Netzanschluss
Die Vorschaltturbinen der Blöcke B und C speisen auf der 110-kV-Hochspannungsebene in das Verteilnetz der Westnetz ein. In das Übertragungsnetz von Amprion speisen die Dampfturbinen der Blöcke B und C auf der 220-kV-Höchstspannungsebene sowie der Block D auf der 380-kV-Höchstspannungebene ein. Der Netzanschluss erfolgt auf allen drei Spannungsebenen über die Schaltanlage in Hanekenfähr.
| Block | Netto-Nennleistung | Spannungsebene | Netzbetreiber |
| ----- | ------------------ | -------------- | ------------- |
| B1    | 116 MW             | 110 kV         | Westnetz      |
| B2    | 359 MW             | 220 kV         | Amprion       |
| C1    | 116 MW             | 110 kV         | Westnetz      |
| C2    | 359 MW             | 220 kV         | Amprion       |
| D     | 887 MW             | 380 kV         | Amprion       |